# Rianimazione fluidica
La rianimazione fluidica (dall'inglese fluid resuscitation) o volemica, o con liquidi endovenosi, detta anche rimpiazzo volemico, è la pratica medica di reintegrare attraverso somministrazione endovenosa i liquidi corporei persi in maniera patologica (quali sanguinamento, disidratazione, anasarca, ecc).
Il fine principale della rianimazione con liquidi endovenosi è quello di mantenere la perfusione degli organi (equilibrio emodinamico) per il rilascio dei substrati utili alla sopravvivenza e al metabolismo cellulare (ossigeno ed elettroliti).
Le indicazioni principali sono in caso di traumi massivi e/o sepsi; la scelta dei liquidi da usare per la rianimazione dipende dalla causa.